# تحفة الملوك
تحفة الملوك في فقه مذهب الإمام أبي حنيفة هو كتاب مختصر في العبادات على مذهب الإمام أبي حنيفة النعمان، للإمام زين الدين الرازي صاحب (مختار الصحاح) المتوفي بعد سنة (666هـ = 1268م).
والملفت للنظر في هذا الكتاب أنه لا تخلو مكتبة من مكتبات العالم إلا وتعثر فيها على نسخة من نسخه، وإن دلّ هذا على شيء، فإنما يدل على اهتمام السابقين بهذا الكتاب على الرغم من صغر حجمه. وقد امتاز الكتاب عن بقية متون الفقه الحنفي (مع كثرتها): باعتماد مشهور الأقوال الجارية على المذهب الحنفي، وبتنظيم محكم للمسائل المتساوقة، وعرض للفروع الفقهية التي على المسلم الإحاطة بها، وذلك في لغة تميل إلى اليسر وتجافي التعقيد مع التقيد بالعبارات الاصطلاحية الدقيقة، إلى جانب ذلك، لم يسلك المؤلف في ترتيبه الأسلوب المتبع؛ بل أبدع أسلوباً تربوياً سهلاً، حيث ذكر في كتابه ما يهم المسلم في حياته اليومية العادية فقط، من طهارة وعبادة، ومن صلاة وصوم وزكاة.. وما يتعلق بحياته المعيشية من كسب وأدب، وما يتصل بمأكله ومشربه وملبسه تحت باب الصيد والكراهية، وكذا ما يحدث بينه وبين أعدائه في الدين والملة، فذكر أحكام ذلك تحت باب الجهاد.
وهكذا كان الأمر فيما يتعلق بالمواريث، والأحكام المتعلقة بالموت، وانتقال التركة تحت باب الفرائض. وأنهى المؤلف كتابه بباب لم يسبقه إليه المؤلفون في متونهم الفقهية المعروفة في المذهب الحنفي، وهذا الباب هو (باب الأدب)، فقد تنبه المؤلف لهذا الجانب التربوي المهم في حياة المسلم فجعل باب الأدب ضمن أبواب العبادات والمعاملات ليتأكد للنشئ مدى اهتمام الشرع الإسلامي بالأخلاق والآداب، ولهذه الأسباب وغيرها اهتم العلماء بهذا المتن الفقهي شرحاً وتعليماً.
فقد قرن فقهاء الحنفية هذا المتن مع الكتب المعتمدة في المذهب، حيث ذكر «طاشكبري زاده» عن علم الفتاوى وعن كتاب تحفة الملوك ما نصه: «وهو علم تروى فيه الأحكام الصادرة عن الفقهاء في الوقائع الجزئية ليسهل الأمر على القاصرين من بعدهم، والكتب المؤلفة في هذا العلم أكثر من أن تحصى... لكن نذكر منها على الإجمال بعضاً من الكتب المعتبرة الواقعة على مذهبنا (الحنفية) وذكر: الهداية، وشرح الطحاوي، والكافي، والقدوري، والبداية ونحوها، ثم ذكر كتاب تحفة الملوك للرازي».
إلى جانب ذلك، جاء ذكر هذا الكتاب عند علماء الترجمة في ترجمة المؤلف. ذكره أبو الوفا القرشي الحنفي بقوله: «له تحفة الملوك، مجلد لطيف، ذكر فيه عشرة أبواب، بدأ بالطهارة ثم بالصلاة، ثم الزكاة، ثم الصوم، ثم الحج، ثم الجهاد، ثم الصيد، ثم الذبائح، ثم الكراهية، ثم الفرائض، ثم الكسب مع الأدب».

## نبذة عن المؤلف
محمد بن أبي بكر بن عبد القادر الرازي، زين الدين: هو عم شهاب الدين محمود بن عبد القاهر، وهو من فقهاء الحنفية، وله علم بالتفسير والأدب، أصله من الري، وزار مصر والشام، وكان في قونية سنة 666هـ وهو آخر العهد به.

## شروح الكتاب
- منحة السلوك في شرح تحفة الملوك - بدر الدين العيني.[5]

وشرحه محمد بن عبد اللطيف بن عبد العزيز التيروي الشهير بابن الملك والمتوفي سنة (854هـ = 1450م).

## وصلات خارجية
- صفحة الكتاب على موقع جودريدز